# Voievod al Transilvaniei

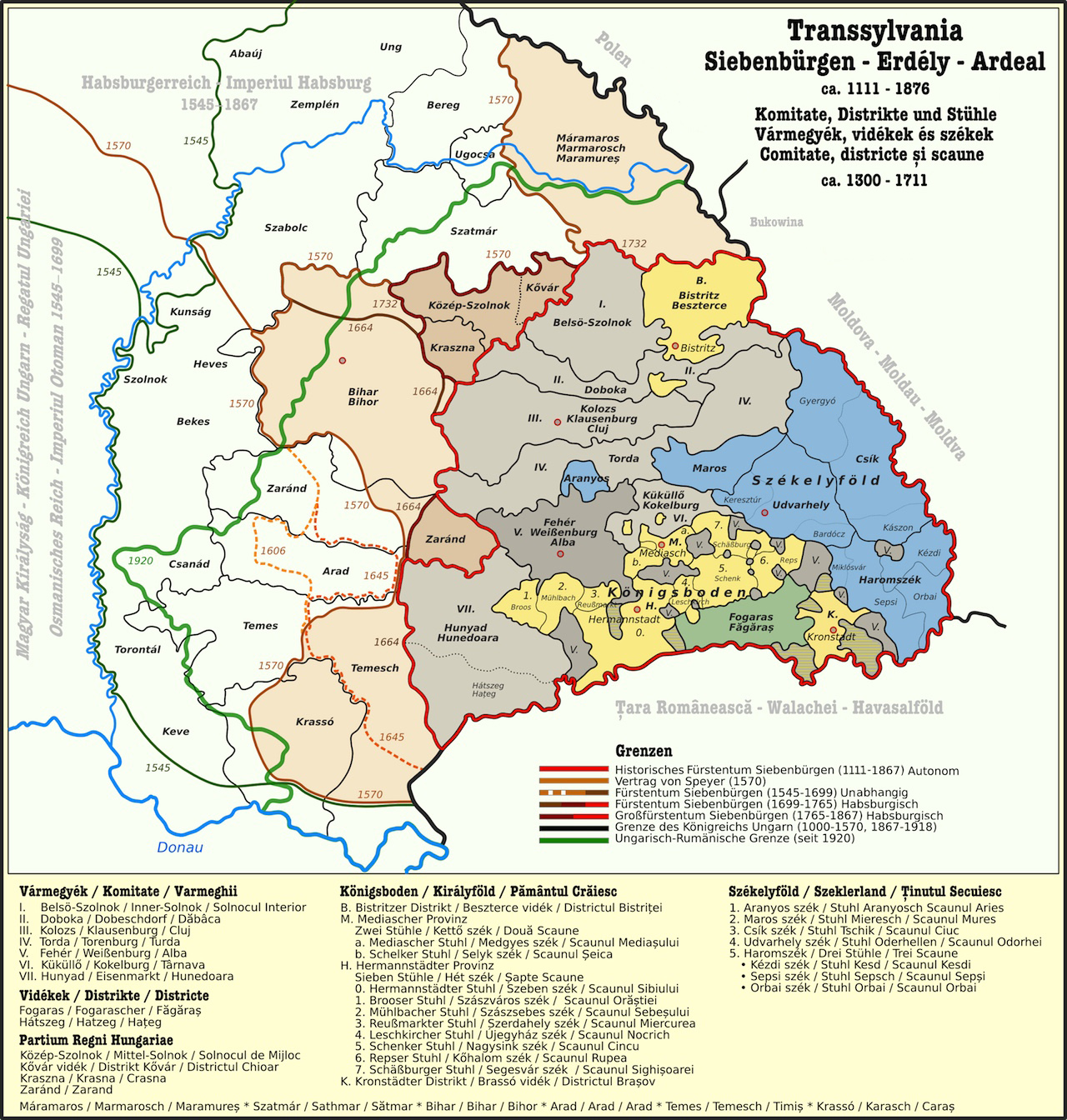
Schimbări în administrația Transilvaniei între 1300 și 1867

Voievodul Transilvaniei  (germană Vojwode von Siebenbürgen;  maghiară erdélyi vajda;   latină voivoda Transsylvaniae;  ) a fost cel mai înalt oficial din Transilvania din cadrul Regatului Ungariei îbncepând cu secolul al XII-lea până în secolul al XVI-lea. Numiți de monarhi, voievozii – ei înșiși și șefii sau ispánii comitatului Alba (Fehér) – erau superiorii ispanilor din toate celelalte comitate din voievodat.
Aveau puteri administrative, militare și judiciare ample, dar jurisdicția lor nu a acoperit niciodată întregul voievodat. Comunitățile sași și secui – organizate în propriile districte sau „scaune” din secolul al XIII-lea – erau independente de voievozi. De asemenea, regii au scutit de-a lungul secolelor unele orașe și sate din Transilvania de la autoritatea lor. Chiar și așa, Voievodatul Transilvaniei „a fost cea mai mare entitate administrativă unică”  din întreg regatul în secolul al XV-lea. Voievozii se bucurau de venituri din moșiile regale anexate oficiului lor, dar dreptul de „a acorda pământuri, de a colecta taxe și vămi sau de a face bani”  era rezervat monarhilor. Deși Roland Borșa, Ladislau Kán și alți câțiva voievozi s-au răzvrătit împotriva suveranului, cei mai mulți au rămas oficiali regali fideli.
Din cauza dezintegrării treptate a Regatului medieval al Ungariei după bătălia de la Mohács (1526), ultimii voievozi ai Transilvaniei, care proveneau din familia Báthory, au încetat să mai fie oficiali de rang înalt. În schimb, ei erau șefii de stat, deși sub suzeranitate otomană, ai unui nou principat apărut în teritoriile de est ale regatului. În consecință, Ștefan Báthory, voievodul ales de Dieta noului ținut, a abandonat oficial titlul de voievod și l-a adoptat pe cel de principe în 1576, la alegerea sa ca rege al Poloniei.